# The Little Review
The Little Review est une revue littéraire américaine fondée par Margaret Anderson et Jane Heap, qui publia des œuvres littéraires et d'art de 1914 à 1929.  Il exista une version londonienne dont Ezra Pound fut le rédacteur en chef

## Directrices
- Jane Heap et Margaret Anderson qui eurent leur bureau et domicile sur la 3e rue

## Collaborateurs
- Djuna Barnes
- Jean Crotti[1]
- Mina Loy
- Dorothy Parker
- Man Ray
- Edmund Wilson
- Elsa von Freytag-Loringhoven[2]
- James Joyce

## Historique
Le journal sera interdit pour avoir publié un extrait des rêveries érotiques de Leopold Bloom, tirées de l'Ulysse de James Joyce